# Bodo von Bodemeyer

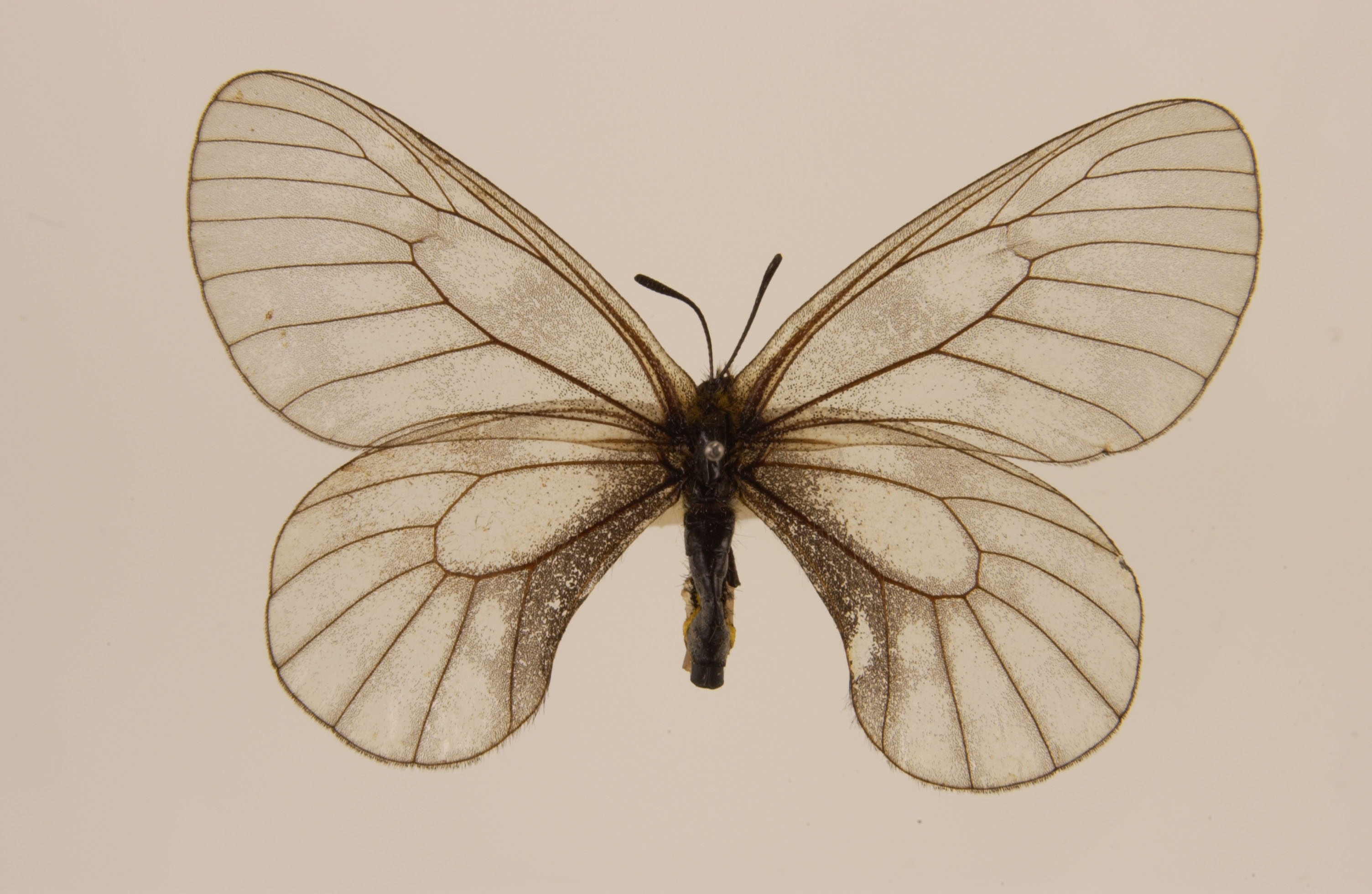
Parnassius stuppendorfi, subspecies bodemeyeri Bryk 1914

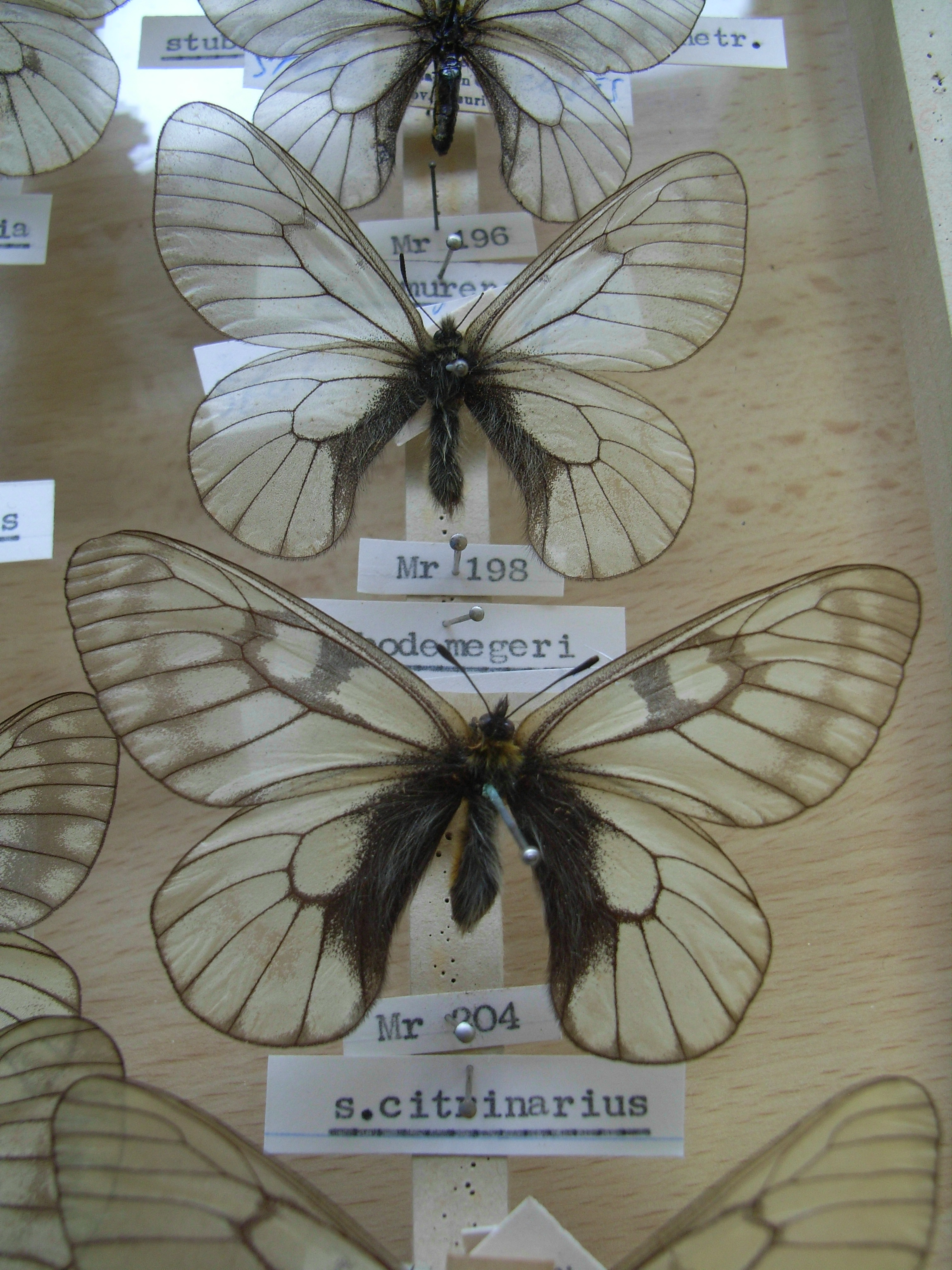
Parnassius stubbenorfi bodemegeri und Parnassius stubbenorfi citrinarius

Wilhelm Eduard Leopold Bodo von Bodemeyer (geb. 21. September 1883 in Freiburg im Breisgau; gest. 27. Dezember 1929 in Berlin) war ein deutscher Entomologe.

## Leben
Er war Sohn des Hauptmanns Eduard von Bodemeyer (1854–1918), der ebenfalls Entomologe war. Zunächst studierte Bodo von Bodemeyer in München und Tübingen Forstwirtschaft, bevor er sich gänzlich der Entomologie zuwandte. Nach Anne S. Troeltsra war er der Bekannteste des Entomologengeschlechts von Bodemeyer. Er selbst war auch Offizier in der preußischen Armee. Sein Nachlass befindet sich im Geheimen Staatsarchiv Berlin. Bodemeyer schrieb über seine entomologischen Reisen. Er absolvierte entomologische Reisen u. a. nach Kleinasien und Nordafrika. Der Verband Deutschsprachlicher Entomologen-Vereine widmete ihm einen Nachruf. Der Berliner Stadtmedizinalrat Dr. Schnell schrieb über ihn: „Der Verstorbene gehörte mit dem Hauptteil seiner Tätigkeit der klassischen Periode entomologischer Forschung in fernen Ländern an. In zahlreichen Expeditionen, die er als Schriftsteller anschaulich geschildert hat, ist es- ihm gelungen, in unerforschten Gebieten unter Auswertung aller in seiner starken Persönlichkeit ruhenden Kräfte unser Wissen erheblich zu bereichern und unsere Museen und Sammlungen mit hervorragendem Fundortmaterial aus fernen Ländern zu versehen. Der Weltkrieg zerbrach ihm Gesundheit, Vermögen und Beruf.“ In diesem Verband war Bodemeyer Vorstandsmitglied. Für den Bronzeplastiker, Präparator und Bildhauer Bodo Muche (1939–2017) war er eben wegen seiner Forschungsreisen und seiner wissenschaftlichen Arbeit Vorbild. Muches Vater Werner Heinz Muche (1911–1987) wiederum war auch Entomologe. Bodemeyer war schwerpunktmäßig im Bereich der Koleopterologie tätig. Bodemeyer's Name fand auch Eingang in die wissenschaftliche entomologische Nomenklatur.